# Neaxiopsis gundlachi
Neaxiopsis gundlachi is een tienpotigensoort uit de familie van de Strahlaxiidae. De wetenschappelijke naam van de soort is voor het eerst geldig gepubliceerd in 1872 door von Martens.